# 希爾基 (蘇梅區)
50°34′24″N 34°20′19″E / 50.57333°N 34.33861°E

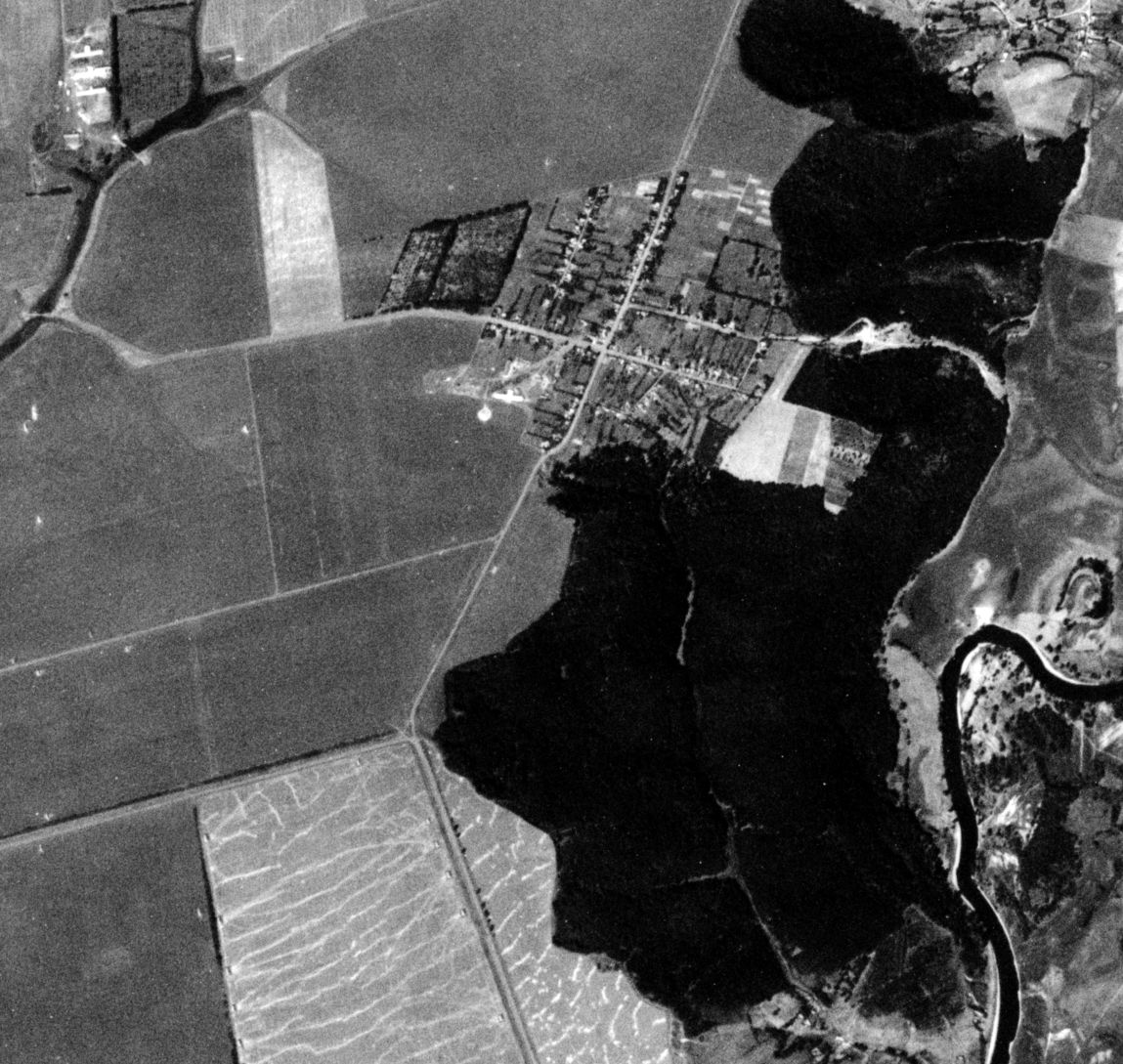
1966年时的上空照

希爾基（羅馬化：Hirky）是位於烏克蘭東北部的村莊，由蘇梅州蘇梅區的列别金市镇負責管轄。該村處於普肖爾河右岸，分別距離切爾夫萊內1公里和普里斯泰洛韋1.5公里，海拔高度161米，2001年人口86。